# Austrian Open 2003 - Qualificazioni singolare
Le qualificazioni del singolare  dell'Austrian Open 2003 sono state un torneo di tennis preliminare per accedere alla fase finale della manifestazione. I vincitori dell'ultimo turno sono entrati di diritto nel tabellone principale. In caso di ritiro di uno o più giocatori aventi diritto a questi sono subentrati i lucky loser, ossia i giocatori che hanno perso nell'ultimo turno ma che avevano una classifica più alta rispetto agli altri partecipanti che avevano comunque perso nel turno finale.
Le qualificazioni del torneo Austrian Open 2003 prevedevano 24 partecipanti di cui 6 sono entrati nel tabellone principale.

## Teste di serie
1. Renzo Furlan (primo turno)
2. Tomáš Zíb (ultimo turno)
3. Álex Calatrava (primo turno)
4. Andrea Gaudenzi (primo turno)
5. Jan Hájek (ultimo turno)
6. Gastón Etlis (Qualificato)

1. Robin Vik (Qualificato)
2. Oliver Marach (ultimo turno)
3. Andreas Seppi (Qualificato)
4. Dušan Vemić (primo turno)
5. František Čermák (Qualificato)
6. Oliver Gross (Qualificato)

## Qualificati
1. Daniel Köllerer
2. Robin Vik
3. František Čermák

1. Andreas Seppi
2. Oliver Gross
3. Gastón Etlis

## Tabellone

### Legenda
| - Q = Qualificato - WC = Wild card - LL = Lucky loser | - ALT = Alternate - SE = Special Exempt - PR = Protected Ranking | - w/o = Walkover - r = Ritirato - d = Squalificato |

### Sezione 1
|  | Primo turno | Primo turno        | Primo turno | Primo turno | Primo turno |  |  | Ultimo turno       | Ultimo turno       | Ultimo turno       | Ultimo turno | Ultimo turno |  |
|  |             |                    |             |             |             |  |  |                    |                    |                    |              |              |  |
|  |             | Daniel Köllerer    | 6           | 3           | 6           |  |  |                    |                    |                    |              |              |  |
|  | 1           | Renzo Furlan       | 3           | 6           | 2           |  |  | Daniel Köllerer    | Daniel Köllerer    | Daniel Köllerer    | 6            | 6            |  |
|  |             | Herbert Wiltschnig | 63          | 6           | 7           |  |  | Herbert Wiltschnig | Herbert Wiltschnig | Herbert Wiltschnig | 2            | 3            |  |
|  | 10          | Dušan Vemić        | 7           | 4           | 65          |  |  |                    |                    |                    |              |              |  |

### Sezione 2
|  | Primo turno | Primo turno        | Primo turno | Primo turno | Primo turno |  |  | Ultimo turno | Ultimo turno | Ultimo turno | Ultimo turno | Ultimo turno |  |
|  |             |                    |             |             |             |  |  |              |              |              |              |              |  |
|  | 2           | Tomáš Zíb          | 6           | 2           | 6           |  |  |              |              |              |              |              |  |
|  |             | Diego Hipperdinger | 1           | 6           | 4           |  |  | 2            | Tomáš Zíb    | 6            | 4            | 62           |  |
|  | 7           | Robin Vik          | 4           | 6           | 6           |  |  | 7            | Robin Vik    | 4            | 6            | 7            |  |
|  |             | Andrej Čerkasov    | 6           | 3           | 3           |  |  |              |              |              |              |              |  |

### Sezione 3
|  | Primo turno | Primo turno      | Primo turno      | Primo turno | Primo turno |  |  | Ultimo turno | Ultimo turno     | Ultimo turno | Ultimo turno | Ultimo turno |  |
|  |             |                  |                  |             |             |  |  |              |                  |              |              |              |  |
|  |             | Philipp Mullner  | 4                | 7           | 6           |  |  |              |                  |              |              |              |  |
|  | 3           | Álex Calatrava   | 6                | 65          | 4           |  |  |              | Philipp Mullner  | 4            | 7            | 4            |  |
|  | 11          | František Čermák | František Čermák | 6           | 6           |  |  | 11           | František Čermák | 6            | 62           | 6            |  |
|  |             | Luis Morejon     | Luis Morejon     | 3           | 4           |  |  |              |                  |              |              |              |  |

### Sezione 4
|  | Primo turno | Primo turno         | Primo turno         | Primo turno         | Primo turno |  |  | Ultimo turno | Ultimo turno        | Ultimo turno | Ultimo turno | Ultimo turno |  |
|  |             |                     |                     |                     |             |  |  |              |                     |              |              |              |  |
|  |             | Marc-Kevin Goellner | Marc-Kevin Goellner | Marc-Kevin Goellner | 4           |  |  |              |                     |              |              |              |  |
|  | 4           | Andrea Gaudenzi     | Andrea Gaudenzi     | Andrea Gaudenzi     | 1r          |  |  |              | Marc-Kevin Goellner | 2            | 6            | 0            |  |
|  | 9           | Andreas Seppi       | 6                   | 2                   | 6           |  |  | 9            | Andreas Seppi       | 6            | 1            | 6            |  |
|  |             | Ivo Klec            | 4                   | 6                   | 1           |  |  |              |                     |              |              |              |  |

### Sezione 5
|  | Primo turno | Primo turno          | Primo turno          | Primo turno | Primo turno |  |  | Ultimo turno | Ultimo turno | Ultimo turno | Ultimo turno | Ultimo turno |  |
|  |             |                      |                      |             |             |  |  |              |              |              |              |              |  |
|  | 5           | Jan Hájek            | Jan Hájek            | 6           | 7           |  |  |              |              |              |              |              |  |
|  |             | Jean-Claude Scherrer | Jean-Claude Scherrer | 1           | 5           |  |  | 5            | Jan Hájek    | 4            | 6            | 4            |  |
|  | 12          | Oliver Gross         | Oliver Gross         | 6           | 7           |  |  | 12           | Oliver Gross | 6            | 4            | 6            |  |
|  |             | Johannes Ager        | Johannes Ager        | 4           | 63          |  |  |              |              |              |              |              |  |

### Sezione 6
|  | Primo turno | Primo turno       | Primo turno       | Primo turno | Primo turno |  |  | Ultimo turno | Ultimo turno  | Ultimo turno | Ultimo turno | Ultimo turno |  |
|  |             |                   |                   |             |             |  |  |              |               |              |              |              |  |
|  | 6           | Gastón Etlis      | 6                 | 3           | 6           |  |  |              |               |              |              |              |  |
|  |             | Marko Neunteibl   | 4                 | 6           | 4           |  |  | 6            | Gastón Etlis  | 7            | 63           | 6            |  |
|  | 8           | Oliver Marach     | Oliver Marach     | 6           | 6           |  |  | 8            | Oliver Marach | 65           | 7            | 3            |  |
|  |             | Armin Sandbichler | Armin Sandbichler | 3           | 1           |  |  |              |               |              |              |              |  |